# Budorcas taxicolor whitei
Budorcas taxicolor whitei — парнокопытное млекопитающее из семейства полорогих, подвид такина.
В настоящее время распространен от Бутана на восток до Мьянмы и Китая, в Индии. В Бутане эти такины обитают в первую очередь в Национальном парке Джигме-Дорджи (Caprinae Specialist Group, 1996d; www.bhutan2008.blogspot.com).
Статус: угроза потери среды обитания и деградация из-за охоты и изменений в родной видовой динамике (Caprinae Specialist Group, 1996d)..
IUCN Red List: VU A2cde ver. 2.3 (1994).

## Отличительные признаки
Высота в холке 110 см. Неповоротливое тяжёлое животное, похожее на овцебыка и гну (тяжелее и крупнее антилопы гну. Привлекает внимание большой рот и толстая шея. Вся голова похожа на большой сводчатый романский нос. Морда покрыта шерстью, как у яков, что помогает кормлению в снегу. Всё тело тоже покрыто густой длинной шерстью. Ноги толстые, короткие, коренастые с возвышением в холке и узким сводом спины. Крепкие раздвоенные копыта приспособлены к горной среде. Цвета разнообразные от чёрного до золотисто-жёлтого, детеныши чёрного цвета, самки серые с жёлтым оттенком. Оба пола имеют сильные рога, 10—12 см в длину, которые отставлены в стороны-назад и на концах немного вверх. Может иметь массу до 250 кг.

## Распространение
В холмах Мишми (англ. The Mishmi hills) и в горах водораздела Салуин-Иравади (англ. Salween–Irrawady divide). В Бутане, Гасе (около Кхонина (англ. near khonine)), Пемале (англ. Pemala (Pemaling)) в дзонгхаге Трашиянгце.
Некоторое количество животных обитает в 10 минутах ходьбы от Тхимпху в заповеднике Мотитханг-такин. История создания этого мини-заповедника гласит, что Король Бутана из-за религиозных буддистских ценностей решил отпустить всех животных из зоопарка города Тхимпху. Все животные ушли в леса, а такины остались и бродили по городу в поисках корма, поэтому было решено создать для них небольшой заповедник рядом с городом.

## Среда обитания
Живёт на крутых склонах гор, поросших густыми лесами на высотах между 2135—3050 м над уровнем моря (или на уровне 4000 м по другим источникам). Летом образуют большие стада (до 200—300 особей) с целью воспроизводства. Всё остальное время обитают в малых группах, а пожилые мужские особи ведут уединённый образ жизни. Днём уходит в укрытия и выходит к вечеру.

## Культурное значение
Такин с 25 ноября 1985 года объявлен одним из национальных символов Бутана — национальным животным. В религиозной мифологии Бутана рассказывается, как однажды приверженцы святого «божественного сумасшедшего» ламы Друкпа Кюнле собрались и попросили исполнить чудо. Друкпа Кюнле потребовал, чтобы к обеду были доставлены целиком два животных: корова и коза. Он съел обоих и приставил к костям коровы голову козы. Потом он произнёс мантры, после чего странное животное ожило и побежало пастись на луг. Это животное стали называть Донг Гьем Цей (англ. Dong Gyem Tsey).